# Cornwall Combination
Cornwall Combination League là một giải bóng đá nằm ở nửa Tây Cornwall, Anh, thành lập năm 1959. Hiện tại giải đấu được tài trợ bởi nhà bán lẻ đồ uống Jolly's.
Giải chỉ có một hạng đấu duy nhất gồm 20 câu lạc bộ, nằm ở Cấp độ 12 trong Hệ thống các giải bóng đá ở Anh. Đội vô địch được thăng hạng South West Peninsula League, Division 1 West. Đội cuối bảng có thể xuống hạng ở một trong các hạng đấu ở Cấp độ 13 – thường là Trelawny League.
Không có đội bóng ở Cornwall Combination hiện tại nào được tham gia các giải đấu cấp quốc gia; lần duy nhất có một đội bóng trong giải thi đấu ở FA Cup là khi Falmouth Town thi đấu ở mùa giải 1983–84, mùa giải duy nhất đội chính của Falmouth chơi ở Combination.
Năm 2009, Troon được chấp nhận trở lại giải đấu sau 8 mùa giải vắng mặt để thay thế cho đội bóng đã thăng hạng Perranporth. Năm 2010, Pendeen trở lại giải sau 12 mùa ở giải trẻ và Portreath bị xuống hạng. Năm 2011, Falmouth Athletic DC được thăng hạng lên giải thay cho Ludgvan bị xuống hạng. Helston Athletic đoạt chức vô địch và lên chơi ở South West Peninsula League Division One West. Năm 2012, Goonhavern và Ludgvan trở lại Combination League sau khi đứng ở top 2 của Trelawny League trong khi Penzance Dự bị lại xuống chơi ở Trelawny League.
Redruth United gia nhập giải đấu mùa giải 2013-14 thay thế cho Holman Sports xuống hạng và mùa giải 2014-15 Helston Athletic Dự bị gia nhập giải từ Duchy League, thay thế Falmouth Athletic bị giải thể.

## Các đội vô địch gần đây
- 1970–71 – Illogan Royal British Legion
- 1971–72 – Illogan Royal British Legion
- 1972–73 – Newquay Dự bị
- 1973–74 – Illogan Royal British Legion
- 1974–75 – Newquay Dự bị
- 1975–76 – St. Dennis
- 1976–77 – Perranwell
- 1977–78 – Marazion Blues
- 1978–79 – Porthleven
- 1979–80 – Marazion Blues
- 1980–81 – Penryn Athletic
- 1981–82 – Penryn Athletic
- 1982–83 – Penryn Athletic
- 1983–84 – Falmouth Town
- 1984–85 – Penryn Athletic
- 1985–86 – Mullion
- 1986–87 – Penryn Athletic
- 1987–88 – Helston Athletic
- 1988–89 – Porthleven
- 1989–90 – Penryn Athletic
- 1990–91 – Mullion
- 1991–92 – Mullion
- 1992–93 – Penryn Athletic
- 1993–94 – Penryn Athletic
- 1994–95 – Truro City Dự bị
- 1995–96 – Penryn Athletic
- 1996–97 – Perranwell
- 1997–98 – Perranwell
- 1998–99 – Truro City Dự bị
- 1999–2000 – Penryn Athletic
- 2000–01 – Helston Athletic
- 2001–02 – St. Agnes
- 2002–03 – St. Agnes
- 2003–04 – Penryn Athletic Dự bị
- 2004–05 – Goonhavern Athletic (thăng hạng)
- 2005–06 – Truro City Dự bị
- 2006–07 – Illogan Royal British Legion
- 2007–08 – Truro City Dự bị (thăng hạng)
- 2008–09 – Perranporth (thăng hạng)
- 2009–10 – Illogan Royal British Legion
- 2010–11 – Helston Athletic (thăng hạng)
- 2011–12 – Falmouth Town Dự bị
- 2012–13 – Illogan Royal British Legion
- 2013–14 – Illogan Royal British Legion (thăng hạng)
- 2014–15 - Mullion